# Схиієромонах
Схиієромонах — (грец. σχη ιερομόναχος), де σχη — вказує на ступінь зречення — схиму, ιερο — сан ієрей (священик), μόναχος — монах (один, одинокий, самітник). У Православній Церкві — ієромонах у великій схимі. На відміну від звичайного схимника монаха, схиієромонах може звершувати служби, літургії, таїнства.

## вимоги
Як і звичайний монах (без сану) дає обітниці «безсрібності» (відмова від особистої власності), цнотливості (безшлюбності), послуху (покірного підпорядкування церковному Статуту і монастирської влади, повної відмови від власної волі), схимники в сані ще більше присвячують своє життя молитві та тиші. Одяг у православних ченців чорний;— символ відмови від усього світського і скорботи, а схимники в сані носять схимну одежу, яка практично прикриває обличчя і очі, оберігаючи ченця від спокус. За звичай, схиієромонахи, як чернці в сані, служать в скитах, або в монастирях на службах з обмеженим доступом мирян. Прийняття у чернецтво відбувається в урочистому обряді (Чині) постригу. Власне, з чернецтва формується вище керівництво Церкви;— єпископат, а також ієромонахи, ігумени, архімандрити. Бувають також схиархімандрити та навіть схиєпископи.

## посилання
- Настольная книга священнослужителя. Чинопоследования Русской Православной Церкви. Глава 1. Пострижение в монашество [Архівовано 7 грудня 2017 у Wayback Machine.]
- Православний тіпікон [Архівовано 9 лютого 2018 у Wayback Machine.].